# 12810 Okumiomote
12810 Okumiomote è un asteroide della fascia principale. Scoperto nel 1996, presenta un'orbita caratterizzata da un semiasse maggiore pari a 2,5825476 UA e da un'eccentricità di 0,2351361, inclinata di 14,09339° rispetto all'eclittica.